# Cyllopsis gemma
Cyllopsis gemma is een vlinder uit de onderfamilie Satyrinae van de familie Nymphalidae.

## Beschrijving
De spanwijdte bedraagt 35 tot 43 millimeter. De vleugels zijn bruin met weinig tekening, vooral donkere dwarslijnen. In tegenstelling tot de meeste Satyrinae heeft de vlinder geen oogvlekken. Op de onderkant van de achtervleugel bevindt zich een grijzige vlek met daarin vier zwarte sterk glimmende stippen - de edelstenen waar de wetenschappelijke naam ("gemma") naar verwijst.

## Rups
De waardplant die Cyllopsis gemma gebruikt is waarschijnlijk Cynodon dactylon (grassenfamilie). De rupsen eten 's nachts en verbergen zich overdag helemaal onderaan de plant bij de grond. De rups overwintert in het vierde stadium.

## Voorkomen
De soort komt voor in het zuidoosten van de Verenigde Staten en het noordoosten van Mexico. In het noordelijk deel van zijn areaal kent de soort drie jaarlijkse generaties die vliegen van april tot september, in het zuiden vliegen de vlinders het hele jaar door.